# Dębsko-Ośrodek
Dębsko-Ośrodek est une localité polonaise de la gmina de Koźminek, située dans le powiat de Kalisz en voïvodie de Grande-Pologne.